# 428 pr. n. št.
Stoletja: 6. stoletje pr. n. št. - 5. stoletje pr. n. št. - 4. stoletje pr. n. št.
Desetletja: 470. pr. n. št. 460. pr. n. št. 450. pr. n. št. 440. pr. n. št. 430. pr. n. št. - 420. pr. n. št. - 410. pr. n. št. 400. pr. n. št. 390. pr. n. št. 380. pr. n. št. 370. pr. n. št.
Leta: 433 pr. n. št. 432 pr. n. št. 431 pr. n. št. 430 pr. n. št. 429 pr. n. št. - 428 pr. n. št. - 427 pr. n. št. 426 pr. n. št. 425 pr. n. št. 424 pr. n. št. 423 pr. n. št.

## Dogodki
- - protiatenski upor na Lezbosu.

## Rojstva
- - Arhit, grški filozof, matematik, astronom, državnik, strateg, vojskovodja († 347 pr. n. št.)

## Smrti
- - Anaksagora, grški filozof († 500 pr. n. št.)